# Eduard Schwanhäußer
Eduard Schwanhäußer (* 29. Januar 1871 in Nürnberg; † 27. Juli 1932) war ein deutscher Unternehmer.

## Leben
Eduard Schwanhäußer wurde als Sohn des Unternehmers Gustav Adam Schwanhäußer und Marie Amalie Wüstenfeld geboren. Nach seiner Reifeprüfung am Humanistischen Gymnasium in Nürnberg, diente Eduard  beim 1. Feldartillerie-Regiment in München. Als 22-Jähriger schloss er sein Studium der Nationalökonomie 1893 mit der Dissertation Die Nürnberger Bleistiftindustrie von ihren ersten Anfängen bis zur Gegenwart ab und trat in das Unternehmen seines Vaters ein. Auf Vertreterreisen nach England, Belgien, Italien, Frankreich, Schweiz, Ungarn, Österreich sowie Schweden lernte er neue Geschäftspartner kennen und sein Vater machte ihn 1901 zum Teilhaber. 1908 übernahm er mit seinem Bruder August Schwanhäußer die Leitung der Schwan-Bleistift-Fabrik. Während des Ersten Weltkrieges war Eduard Major im Generalstab des III. A.-K. in Nürnberg. 1922/23 sorgte er dafür, dass Neubauten entstehen auf dem Fabrikgrundstück Maxfeldstraße und wandelte die Firma in eine AG um. Er engagierte sich im Verband der deutschen Bleistift-Fabrikanten und bei unterschiedlichen Organisationen der evangelischen Kirche.

## Auszeichnungen
- E. K. II. Kl.
- Prinz-Regent Luitpold-Medaille